# Hôpital Bichat-Claude-Bernard
L'Hôpital Bichat (in lingua francese Hôpital Bichat-Claude-Bernard) si trova nel XVIII arrondissement di Parigi, ed è un ospedale pubblico facente parte della Assistance Publique – Hôpitaux de Paris (APHP).

## Storia
Fu fondato nel 1881 come 'Hôpital Bichat in onore di Marie François Xavier Bichat, incorporando il vicino Hôpital Claude-Bernard dopo l'ultima demolizione del 1970. L'ospedale Bichat–Claude Bernard appartiene all'Università di Parigi-Diderot.